# 索胡埃拉
索胡埃拉，是西班牙拉里奥哈自治区的一个市镇。总面积15平方公里，总人口90人（2001年），人口密度6人/平方公里。